# Haim Herzog
Haim Herzog (în ebraică חיים הרצוג; n. 17 septembrie 1918, Belfast, Regatul Unit al Marii Britanii și Irlandei – d. 17 aprilie 1997, Ierusalim, Israel) a fost un general și om politic israelian. A fost președinte al Israelului în perioada 5 mai 1983 - 13 mai 1993.
În perioadele 1949-1950 și 1959-1962, colonelul (apoi generalul) Herzog a fost director al Direcției de Informații Militare (AMAN)al armatei israeliene. În anul 1958, generalul Haim Herțog a fost comandant al Armatei de Sud a Israelului.

## Date biografice

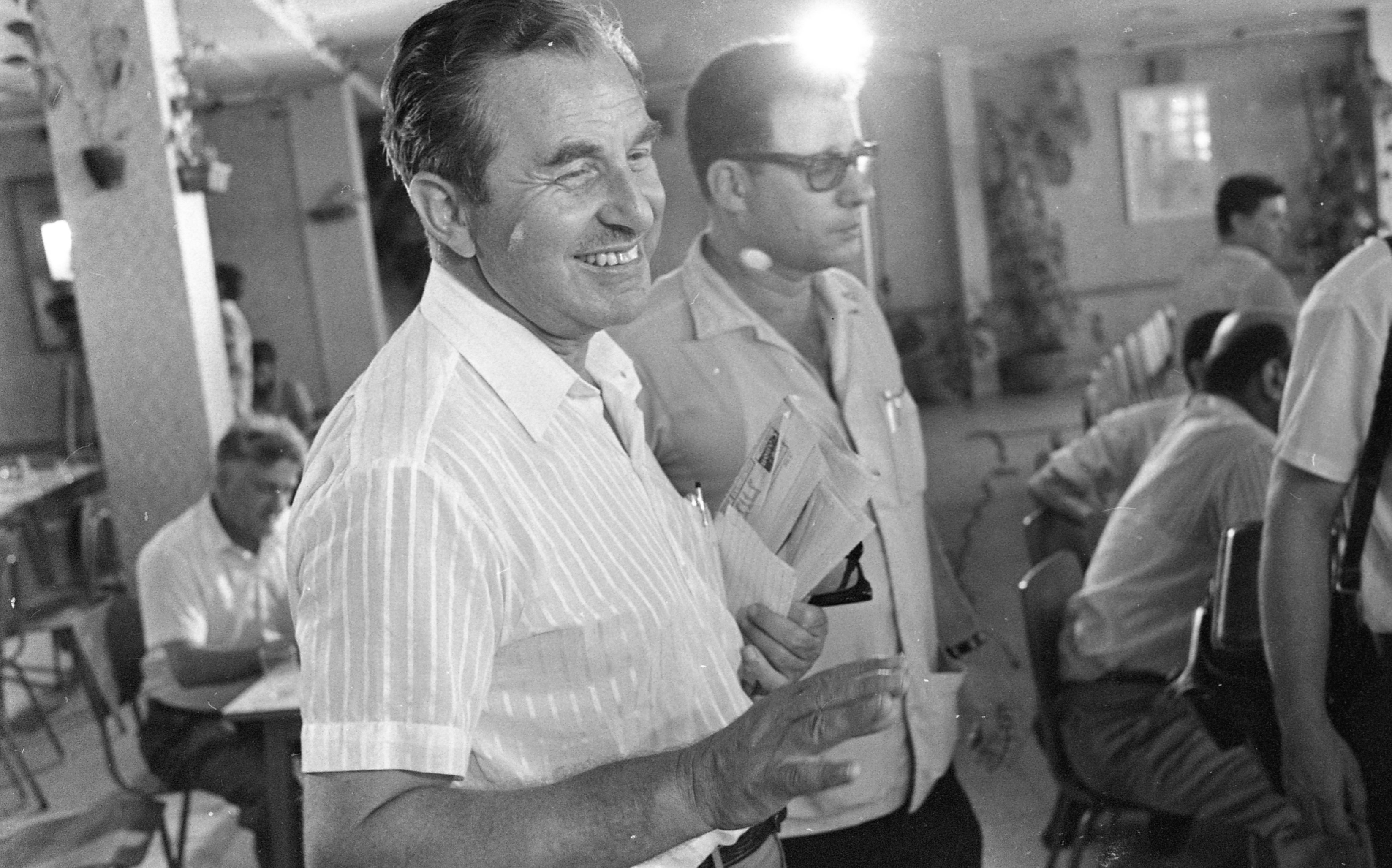

Haim Herzog s-a născut în 1918  la Belfast (Irlanda) ca fiu al șef-rabinului Irlandei, Isaac (Itzhak) Halevi Herzog,(care mai târziu a fost ales Șef Rabin așkenaz al Israelului in anii 1948-1959) și al lui Sara , născută Hillman.
Familia Herzog a locuit, începând din 1919, la Portobello, Dublin, pe 33 Bloomfield Avenue. Tânărul Haim a studiat la Wesley College din Dublin și a activat în Federația tineretului sionist din Irlanda.
În tinerețe, Haim Herzog a fost un sportiv dotat și chiar a câștigat titlul de campion  de box al Irlandei la categoria cocoș.
În anul 1935, la 17 ani  a emigrat, împreună cu familia, în Palestina (Eretz Israel) mandatară  și a făcut studii rabinice la Ieșiva Merkaz Harav din Ierusalim. În anul 1936 Herzog a servit în Hagana, principala formație de apărare subterană a evreilor din Palestina, iar în timpul Marii Revolte Arabe din Palestina din anii 1936-1939, a avut misiuni din partea acesteia în Ierusalim, în special în Orașul Vechi.  
In continuare a făcut studii de drept la University College din Londra si a primit autorizația de avocat la Lincoln's Inn.
În anii celui de-al doilea război mondial, s-a înrolat în armata britanică și a luptat ca tanchist mai ales pe frontul german. În timpul serviciului său în divizia de blindate, un alt soldat evreu anglofon i-a dat porecla Vivian, un fel de corespondent în engleză al numelui ebraic de Haim (care înseamnă „viață”), mai greu de pronunțat pentru englezi. Din anul 1943 a făcut parte din corpul de informații și in această calitate a asistat la intrarea soldaților aliați în mai multe lagăre de concentrare naziste, între care cel de la Bergen Belsen și a fost printre cei care l-au identificat la capturare pe Heinrich Himmler. Și-a încheiat serviciul militar în armata britanică în anul 1947 cu gradul de maior.